# دفراز
دفراز، روستایی از توابع بخش رحمت‌آباد و بلوکات شهرستان رودبار در استان گیلان ایران است. دفراز در ۱۶ کیلومتری شهر رستم‌آباد شهرستان رودبار  واقع شده‌است.

## جمعیت
این روستا در دهستان دشتویل قرار دارد و براساس سرشماری مرکز آمار ایران در سال ۱۳۹۵، جمعیت آن ۳۰۴ نفر (۹۴خانوار) بوده‌است.

## زبان
مردم دفراز به زبان گیلکی با لهجه گالشی(دیلمی) سخن می‌گویند. در کل گویش این روستا (شامل هر سه بخش پلنگ دره و استخرگاه (سلگاه) و خود روستای قدیمی دفراز ) با گویش روستاهای مجاور مانند راجعون، دشتویل، پشتهان، چاک، پسیندره، چله بر، انارکول، سندس، دیو رود، دیورَش، سلجان (اسطلخ جان) شیرکوه، حلیمه جان و چندین روستای دیگر با اندکی تفاوت لهجه یکسان می باشد. مردم این روستا بدون آموزش خاصی زبان کل مردمان گیلک را متوجه می شوند. همچنین لهجه وگویش های غرب سفیدرود مانند رستم آبادی، جوبنی و رودباری و همچنین روستاهایی مانند کلشتر و گلدیان و نصفی و روستاها و شهرهای غیر کرد زبان مناطق عمارلو و خورگام را به راحتی می‌فهمند.

### نمونه صرف فعل
در جدول زیر فعل  رفتن (شیِن-ٍShien) در چند زمان صرف شده است.
| زمان/شخص           | 3 جمع             | ۲ جمع        | 1 جمع        | 3 مفرد     | ۲ مفرد     | 1 مفرد       |
| ------------------ | ----------------- | ------------ | ------------ | ---------- | ---------- | ------------ |
| گذشته ساده         | Beshien           | Beshiin      | Beshiim      | Beshe      | Beshi      | Beshiom      |
| گذشته کامل         | Beshie bien       | Beshie bin   | Beshie bim   | Beshie be  | Beshie bi  | Beshie biom  |
| گذشته استمراری     | Shien debion      | Shien debin  | Shien debim  | Shien debe | Shien debi | Shien debiom |
| گذشته در حال انجام | no                | no           | no           | no         | no         | no           |
| گذشته نقلی         | Beshian           | Beshieyn     | Beshieym     | Beshiaبشیَه | Beshiey    | Beshiam      |
| حال ساده/آینده     | shohon            | shiin        | Shiim        | Shohoo     | Shi        | shom         |
| حال در حال انجام   | (دَرن)shien daren  | Shien darin  | Shien darim  | shien dare | Shien dari | Shien darem  |
| حال التزامی        | Ba beshon         | Ba beshiin   | Ba beshim    | Ba beshoo  | Ba beshi   | ba beshom    |
| آینده              | khan boshonخن بشن | kheyn beshin | kheym beshim | kha boshoo | khey beshi | kham boshom  |